# Radiomafia
Radiomafia — фінська радіостанція національної телерадіомовної компанії Фінляндії Yle. Працювала з 1990 року по 2003 рік.

## Історія
Radiomafia була створена 1 червня 1990 року. Цільовою аудиторією були підлітки та молодь.
1995 року був опублікований список 500 найкращих пісень за версією радіостанції (англ. Radiomafian Top 500).
12 січня 2003 року радіостанція була реорганізована у YleX. Частина програм також перейшла на інші станції (YleQ, Yle Radio Suomi та Yle Radio 1), а деякі були закриті.